# Westerkerk (Goes)
De Westerkerk is een van oorsprong gereformeerd kerkgebouw uit 1929 dat gelegen is aan de rand van het centrum van de Zeeuwse stad Goes aan de Westwal.

## Geschiedenis
De bouw in 1929 is uitgevoerd door de Goese aannemer W.J. van de Weert en Zonen. Naast de sobere kerk is ook een pastorie en een kosterswoning gebouwd. De drie gebouwen vormen een rijksmonumentcomplex, de nieuwe aanbouw aan de kerk valt overigens niet onder de bescherming. Het gebouw is in sobere stijl gebouwd van baksteen met een hoog dak van rode pannen. In de wanden bevinden zich hoge smalle hoge ruiten. Een smalle toren met een nog smallere met koper gedekte spits completeert de kerk. Boven de ingang is in smeedijzeren letters "Gereformeerde Kerk" te lezen.
In de kerk bevindt zich een orgel ontworpen door A.S.J. Dekker. Dekker gebruikte het orgel als referentie-instrument dat hij aan potentiële klanten liet zien. In 1968 is het orgel gerestaureerd en aangepast.
De kerk heeft tot begin jaren 2000 dienstgedaan als Gereformeerde Kerk, vervolgens enige jaren als Gereformeerde Kerk vrijgemaakt. Sinds 2009 is de kerk in bezit van een stichting, die het gebouw in zijn oorspronkelijke staat wil handhaven en beschikbaar stelt voor religieuze, maatschappelijke en culturele activiteiten.